# Площа Тутушкіна
Площа імені Ю. Тутушкіна (колишні назви: Одеська [1856—1874 рр.], Жовтнева [1967—2007 рр.]) — площа, розташована у Центральному районі Херсона.
Розташована на виході проспекту Незалежності до набережної Дніпра. Утворилася у другій половині XIX ст.

## Історія
У XVIII столітті місце, де згодом утворилася Одеська площа, було єдиним у межах цивільного передмістя Херсона, до якого могли приставати кораблі — решта берегу була заболоченою. Тому, саме тут була побудована перша міська пристань у вигляді широкого (близько 15 метрів) дерев'яного мосту, завдовжки 140 метрів.
До кінця XVIII століття ця пристань занепала і була розібрана, а на початку XIX століття місто Херсон стало губернським центром і пристань була відновлена. У безпосередньому сусідстві з нинішньою площею, на схід від неї, в кінці XVIII — на початку XIX ст. перебували елінги Херсонської адміралтейської верфи — колиски Чорноморського флоту. У середині XIX століття, коли йшли роботи з будівництва Дніпровської набережної, поряд з площею були побудовані казарми арештантської роти, яка використовувалася на роботах.
Після 1856 року на цьому місці облаштувалася пристань РОПіТ (Російське товариство пароплавства і торгівлі), яке здійснювало вантажні та пасажирські перевезення в міста Олександрівськ (Запоріжжя), Миколаїв та Одесу. Одеський напрямок був найпопулярнішим. Не випадково вже на плані 1874 року площа була названа «Одеською».
На початку ХХ століття на площі знаходилася невелика кам'яна будівля — кухня і дерев'яний барак, де жили робітники порту; у східній частині площі розміщувався пивоварний завод, а поряд з ним — «машинне відділення водопроводу». Прибережну частину займала пристань Херсонського порту.
У 1967 році Одеська площа була перейменована в «Жовтневу площу». Назва ж «Одеська» перейшла до «площі річкового і морського вокзалів». У 1972 році на тому місці, де двісті років до цього було закладено верф, було споруджено пам'ятник першим херсонським корабелам — трищогловий вітрильник на високому постаменті.
У 2007 р., за ініціативою працівників Херсонського морського торговельного порту площу було перейменовано на честь Юрія Івановича Тутушкіна — колишнього директора порту.

## Визначні будівлі

### Портове управління
Управління робіт Херсонського порту було засноване ще у 1902 році згідно з наказом Сенату від 3 червня 1902 року. Управління керувало будівництвом портових споруд і оснащенням Херсонського торгового порту. Будівлю Управління було споруджено у 1902 році за проектом архітектора Антона Івановича Сварика з використанням незвичних для Херсона елементів романської архітектури. До того часу Херсонське портове управління розміщувалося у будинку Подпалова по вул. Гімназійній. На ділянці, відведеній у 1901 році під будівництво, планувалося побудувати житлові будинки, проте цю ідею було втілено пізніше. Управління робіт Херсонського порту було ліквідовано у 1920 році. У теперішній час будівлю займає Управління Херсонського морського торговельного порту (проспект Незалежності, 4).